# Гомес, Андрес
А́ндрес Го́мес (исп. Andrés Gómez; родился 27 февраля 1960 года в Гуаякиле, Эквадор) — эквадорский профессиональный теннисист и теннисный тренер; бывшая первая ракетка мира в мужском парном разряде; победитель трёх турниров Большого шлема (один — в одиночном разряде, два — в мужском парном); победитель 54 турниров (21 — в одиночном разряде).

## Игровая карьера
В детстве Андрес Гомес брал уроки теннисной игры у знаменитого тренера Гарри Хопмана. В 1978 году он был впервые приглашён в сборную Эквадора на матчи Южноамериканской группы Кубка Дэвиса. В следующем году Андрес, собиравшийся поступать в колледж и изучать биологию, в последний момент сделал выбор в пользу профессионального тенниса и быстро вошёл в число 50 лучших теннисистов мира.
Уже в 1980 году Гомес завоевал пять чемпионских титулов в турнирах Гран-при в парном разряде и ещё дважды дошёл до финала. В большинстве случаев его партнёром был чилиец Ганс Гильдемайстер, сотрудничество с которым продолжалось с этого момента на протяжении большей части карьеры Гомеса. На следующий год они выиграли вместе пять турниров и дважды проиграли в финале, а всего за год Гомес добыл семь титулов и ещё трижды выходил в финал. Он также выиграл в Бордо свой первый турнир Гран-при в одиночном разряде. В 1982 году он добавил к списку трофеев ещё два титула в одиночном разряде, закончив год в числе 20 сильнейших теннисистов мира. После этого он оставался в списках мировой теннисной элиты до 1990 года, заканчивая в Top-20 каждый сезон за исключением 1988 года.
В 1983 году Гомес, выиграв все шесть своих встреч с соперниками из сборных Карибских островов, Канады и Бразилии, вывел эквадорскую сборную в Мировую группу Кубка Дэвиса. На индивидуальном уровне он четыре раза играл в финалах турниров Гран-при в одиночном разряде и один раз добился победы. Подойдя к концу сезона на 12-м месте в рейтинге, он принял участие в чемпионате мира АТР — итоговом турнире года для сильнейших теннисистов планеты. Там он обыграл в первом круге 14-ю ракетку мира Элиота Телчера, но в четвертьфинале его остановил лидер рейтинга Иван Лендл.
В следующие три года Гомес выиграл десять турниров Гран-при в одиночном разряде. Ещё четыре раза он проигрывал в финалах, а в турнирах большого шлема четыре раза доходил до четвертьфинала. Каждый сезон он заканчивал в числе участников Чемпионата мира АТР, показав лучший свой результат в итоговом турнире 1985 года, когда вышел в полуфинал после побед над Анри Леконтом и Джоханом Криком перед тем, как снова проиграть Лендлу. Он закончил 1984 год на пятом месте в рейтинге и 1986 год на десятом. В парном разряде он выиграл за это время 11 титулов, из которых семь пришлись на 1986 год. Его основным партнёром оставался Гильдемайстер, но свой главный титул в 1986 году — на Открытом чемпионате США — Гомес завоевал с югославом Слободаном Живоиновичем, пару с которым составил в последний момент перед началом турнира. В сентябре он возглавил рейтинг АТР в парном разряде и занимал первое место с перерывами 10 недель до середины января 1987 года. По итогам 1986 года он единственный раз принял участие в Чемпионате мира АТР в парном разряде (с Гильдемайстером), но они сумели выиграть на групповом этапе лишь один матч, в котором их соперниками были Стефан Эдберг и Андерс Яррид, и в полуфинал не попали. В Кубке Дэвиса Гомес дважды подряд помог команде Эквадора удержаться в Мировой группе, сначала выиграв все три своих встречи в матче плей-офф против новозеландцев в 1984 году, а затем так же обыграв и соперников из сборной Аргентины. В 1986 году он принёс команде два очка против сборной США, обыграв Джимми Ариаса и Аарона Крикстейна, но эквадорцы в итоге проиграли 3:2, а в плей-офф были всухую разгромлены командой ФРГ.
Хотя после 1986 года успехи Гомеса уже не были столь частыми, за следующие шесть лет он выиграл семь турниров в одиночном разряде и девять в парах, в том числе на Открытом чемпионате Франции в 1988 году в паре с Эмилио Санчесом. Располнев и начав терять интерес к игре, он расстался в 1989 году с Колином Нуньесом, тренировавшим его много лет, и начал работать с Пато Родригесом. Новый тренер смог растормошить Гомеса, который в начале 1990 года поехал впервые в карьере на Открытый чемпионат Австралии, а затем неожиданно для самого себя дошёл до финала на турнире в Филадельфии, игравшемся на кортах с искусственным покрытием. С началом грунтового сезона он выиграл два турнира в Барселоне и Мадриде, сыграв также в полуфинале Открытого чемпионата Италии и поднявшись за это время в рейтинге до седьмого места. На Открытом чемпионате Франции 1990 года Гомес обыграл в полуфинале Томаса Мустера — своего недавнего обидчика в Риме, а в финале 20-летнего Андре Агасси. В финальном матче при счёте 1-1 по сетам, понимая, что пятисетовый поединок он не выдержит, уже усталый эквадорец навязал своему молодому сопернику тактическую игру, в третьем сете выиграв три гейма на подаче Агасси и добавив ещё один в начале четвёртого, чего хватило ему для окончательной победы. В 30 лет и 3 месяца Гомес стал самым возрастным победителем Открытого чемпионата Франции с 1972 года, когда его в 34 года выиграл Андрес Химено. Он также стал первым южноамериканцем с 1977 года, выигравшим этот турнир. После этого успеха он поднялся на высшую ступень в своей карьере в одиночном разряде, став четвёртой ракеткой мира.
Андрес Гомес продолжал выступления в индивидуальных теннисных турнирах до весны 1993 года, завоевав за время выступлений 21 титул в одиночном и 33 титула в парном разряде (из них 18 с Гильдемайстером). После этого он, однако, ещё выступал за сборную Эквадора в Кубке Дэвиса до 2000 года включительно. Ему до настоящего времени принадлежит рекорд сборной по количеству побед в парах (20). Он также является самым возрастным игроком в истории эквадорской команды, свой последний матч сыграв в возрасте 40 лет и 39 дней. Несмотря на то, что Андрес Гомес в основном оставался игроком второй десятки мирового рейтинга в одиночном разряде, на его счету за время выступлений ряд побед над лидерами рейтинга. В их число входят победы в 1989 году на турнире в Барселоне над Иваном Лендлом — действующей первой ракеткой мира — и в 1987 году в Нью-Йорке над Борисом Беккером, на тот момент занимавшим в рейтинге вторую строчку.

## Участие в финалах турниров Большого шлема за карьеру (3)

### Одиночный разряд (1+0)
Победа
| Год  | Турнир                     | Покрытие | Соперник в финале | Счёт в финале      |
| ---- | -------------------------- | -------- | ----------------- | ------------------ |
| 1990 | Открытый чемпионат Франции | Грунт    | Андре Агасси      | 6-3, 2-6, 6-4, 6-4 |

### Парный разряд (2+0)
Победы
| Год  | Турнир                     | Покрытие | Партнёр             | Соперники в финале            | Счёт в финале           |
| ---- | -------------------------- | -------- | ------------------- | ----------------------------- | ----------------------- |
| 1986 | Открытый чемпионат США     | Хард     | Слободан Живоинович | Матс Виландер Йоаким Нюстрём  | 4-6, 6-3, 6-3, 4-6, 6-3 |
| 1988 | Открытый чемпионат Франции | Грунт    | Эмилио Санчес       | Джон Фицджеральд Андерс Яррид | 6-3, 6-7, 6-4, 6-3      |

## Титулы за карьеру

### Одиночный разряд (21)
| №   | Дата        | Турнир                            | Покрытие | Соперник в финале      | Счёт в финале           |
| --- | ----------- | --------------------------------- | -------- | ---------------------- | ----------------------- |
| 1.  | 21 сен 1981 | Бордо, Франция                    | Грунт    | Тьери Тулан            | 7-6, 7-6, 6-1           |
| 2.  | 17 мая 1982 | Открытый чемпионат Италии, Рим    | Грунт    | Элиот Телчер           | 6-2, 6-3, 6-2           |
| 3.  | 1 ноя 1982  | Кито, Эквадор                     | Грунт    | Лоис Курто             | 6-3, 6-4                |
| 4.  | 12 сен 1983 | Даллас, США                       | Хард     | Брайан Тичер           | 6-7, 6-1, 6-1           |
| 5.  | 9 апр 1984  | Ницца, Франция                    | Грунт    | Хенрик Сундстрём       | 6-1, 6-4                |
| 6.  | 13 мая 1984 | Открытый чемпионат Италии (2)     | Грунт    | Аарон Крикстейн        | 2-6, 6-1, 6-2, 6-2      |
| 7.  | 23 июл 1984 | Вашингтон, США                    | Грунт    | Аарон Крикстейн        | 6-2, 6-2                |
| 8.  | 6 авг 1984  | Индианаполис, США                 | Грунт    | Балаж Тароци           | 6-0, 7-6                |
| 9.  | 22 окт 1984 | Гонконг                           | Хард     | Томаш Шмид             | 6-3, 6-2                |
| 10. | 18 ноя 1985 | Гонконг (2)                       | Хард     | Аарон Крикстейн        | 6-3, 6-3, 3-6, 6-4      |
| 11. | 28 апр 1986 | Индианаполис (2)                  | Грунт    | Тьери Тулан            | 6-4, 7-6                |
| 12. | 19 мая 1986 | Флоренция, Италия                 | Грунт    | Хенрик Сундстрём       | 6-3, 6-4                |
| 13. | 21 июл 1986 | Бостон, США                       | Грунт    | Мартин Хайте           | 7-5, 6-4                |
| 14. | 24 ноя 1986 | Итапарика, Бразилия               | Хард     | Жан-Филипп Флёриан     | 4-6, 6-4, 6-4           |
| 15. | 4 мая 1987  | Форест-Хиллз, Нью-Йорк, США       | Грунт    | Янник Ноа              | 6-4, 7-6, 7-6           |
| 16. | 10 июл 1989 | Бостон (2)                        | Грунт    | Матс Виландер          | 6-1, 6-4                |
| 17  | 18 сен 1989 | Барселона, Испания                | Грунт    | Хорст Шкофф            | 6-4, 6-4, 6-2           |
| 18. | 9 апр 1990  | Барселона (2)                     | Грунт    | Гильермо Перес-Рольдан | 6-0, 7-6, 3-6, 0-6, 6-2 |
| 19. | 30 апр 1990 | Мадрид, Испания                   | Грунт    | Марк Россе             | 6-3, 7-6                |
| 20. | 28 мая 1990 | Открытый чемпионат Франции, Париж | Грунт    | Андре Агасси           | 6-3, 2-6, 6-4, 6-4      |
| 21. | 9 сен 1991  | Бразилиа, Бразилия                | Ковёр    | Хавьер Санчес          | 6-4, 3-6, 6-3           |

### Парный разряд (33)
| №   | Дата        | Турнир                              | Покрытие | Партнёр             | Соперники в финале                    | Счёт в финале           |
| --- | ----------- | ----------------------------------- | -------- | ------------------- | ------------------------------------- | ----------------------- |
| 1.  | 11 фев 1980 | Сарасота, Флорида, США              | Грунт    | Рикардо Икаса       | Дэвид Картер Рик Фейгел               | 6-3, 6-4                |
| 2.  | 12 мая 1980 | Открытый Гран-при Германии, Гамбург | Грунт    | Ганс Гильдемайстер  | Макс Вуншиг Рейнхард Пробст           | 6-3, 6-4                |
| 3.  | 21 июл 1980 | Вашингтон, США                      | Грунт    | Ганс Гильдемайстер  | Джин Майер Сэнди Майер                | 6-4, 7-5                |
| 4.  | 29 сен 1980 | Мадрид, Испания                     | Грунт    | Ганс Гильдемайстер  | Ян Кодеш Балаж Тароци                 | 3-6, 6-3, 10-8          |
| 5.  | 3 ноя 1980  | Кито, Эквадор                       | Грунт    | Ганс Гильдемайстер  | Хосе Луис Клерк Белус Пражу           | 6-3, 1-6, 6-4           |
| 6.  | 11 мая 1981 | Открытый Гран-при Германии (2)      | Грунт    | Ганс Гильдемайстер  | Питер Макнамара Пол Макнами           | 6-4, 3-6, 6-4           |
| 7.  | 18 мая 1981 | Открытый чемпионат Италии, Рим      | Грунт    | Ганс Гильдемайстер  | Брюс Мэнсон Томаш Шмид                | 7-5, 6-2                |
| 8.  | 8 июн 1981  | Брюссель, Бельгия                   | Грунт    | Рикардо Кано        | Карлус Кирмайр Кассиу Мотта           | 6-2, 6-2                |
| 9.  | 21 сен 1981 | Бордо, Франция                      | Грунт    | Белус Пражу         | Джим Герфейн Андерс Яррид             | 7-5, 6-3                |
| 10. | 29 сен 1981 | Мадрид (2)                          | Грунт    | Ганс Гильдемайстер  | Хайнц Гюнтхардт Томаш Шмид            | 6-2, 3-6, 6-3           |
| 11. | 2 ноя 1981  | Кито (2)                            | Грунт    | Ганс Гильдемайстер  | Рикардо Икаса Дэвид Картер            | 7-5, 6-3                |
| 12. | 23 ноя 1981 | Сантьяго, Чили                      | Грунт    | Ганс Гильдемайстер  | Рикардо Кано Белус Пражу              | 6-2, 7-6                |
| 13. | 20 сен 1982 | Бордо (2)                           | Грунт    | Ганс Гильдемайстер  | Ханс Симонссон Андерс Яррид           | 6-4, 6-2                |
| 14. | 5 ноя 1984  | Уэмбли, Лондон, Великобритания      | Ковёр    | Иван Лендл          | Павел Сложил Томаш Шмид               | 6-2, 6-2                |
| 15. | 22 апр 1985 | Марбелья, Испания                   | Грунт    | Кассиу Мотта        | Лоис Курто Михил Схаперс              | 6-1, 6-1                |
| 16. | 29 апр 1985 | Открытый Гран-при Германии (3)      | Грунт    | Ганс Гильдемайстер  | Хайнц Гюнтхардт Балаж Тароци          | 1-6, 7-6, 6-4           |
| 17. | 4 ноя 1985  | Стокгольм, Швеция                   | Хард (i) | Ги Форже            | Майк де Палмер Гэри Доннелли          | 6-3, 6-4                |
| 18. | 17 мар 1986 | Форт-Майерс, Флорида, США           | Хард     | Иван Лендл          | Питер Дуган Пол Макнами               | 7-5, 6-4                |
| 19. | 28 апр 1986 | Индианаполис, США                   | Грунт    | Ганс Гильдемайстер  | Шервуд Стюарт Джон Фицджеральд        | 6-4, 6-3                |
| 20. | 5 мая 1986  | Форест-Хиллз, Нью-Йорк, США         | Грунт    | Ганс Гильдемайстер  | Борис Беккер Слободан Живоинович      | 7-6, 7-6                |
| 21. | 21 июл 1986 | Бостон, США                         | Грунт    | Ганс Гильдемайстер  | Дэн Кассиди Мел Пёрселл               | 4-6, 7-5, 6-0           |
| 22. | 28 июл 1986 | Вашингтон (2)                       | Грунт    | Ганс Гильдемайстер  | Рикарду Асиоли Сезар Кист             | 6-3, 7-5                |
| 23. | 26 авг 1986 | Открытый чемпионат США, Нью-Йорк    | Хард     | Слободан Живоинович | Матс Виландер Йоаким Нюстрём          | 4-6, 6-3, 6-3, 4-6, 6-3 |
| 24. | 8 сен 1986  | Штутгарт, ФРГ                       | Грунт    | Ганс Гильдемайстер  | Мансур Бахрами Диего Перес            | 6-4, 6-3                |
| 25. | 20 апр 1987 | Монте-Карло, Монако                 | Грунт    | Ганс Гильдемайстер  | Мансур Бахрами Микаэль Мортенсен      | 6-2, 6-4                |
| 26. | 6 июл 1987  | Бостон (2)                          | Грунт    | Ганс Гильдемайстер  | Матс Виландер Йоаким Нюстрём          | 7-6, 3-6, 6-1           |
| 27. | 23 мая 1988 | Открытый чемпионат Франции, Париж   | Грунт    | Эмилио Санчес       | Джон Фицджеральд Андерс Яррид         | 6-3, 6-7, 6-4, 6-3      |
| 28. | 18 окт 1988 | Токио, Япония                       | Ковёр    | Слободан Живоинович | Борис Беккер Эрик Елен                | 7-5, 5-7, 6-3           |
| 29. | 10 июл 1989 | Бостон (3)                          | Грунт    | Альберто Мансини    | Тодд Нельсон Фил Уильямсон            | 7-6, 6-2                |
| 30. | 11 сен 1989 | Женева, Швейцария                   | Грунт    | Альберто Мансини    | Мансур Бахрами Гильермо Перес-Рольдан | 6-3, 7-5                |
| 31. | 9 апр 1990  | Барселона, Испания                  | Грунт    | Хавьер Санчес       | Серхио Касаль Эмилио Санчес           | 7-6, 7-5                |
| 32. | 4 ноя 1991  | Сан-Паулу, Бразилия                 | Хард     | Жайми Онсинс        | Хорхе Лосано Кассиу Мотта             | 7-5, 6-4                |
| 33. | 6 апр 1992  | Барселона (2)                       | Грунт    | Хавьер Санчес       | Иван Лендл Карел Новачек              | 6-4, 6-4                |

## Статистика участия в центральных турнирах

### Одиночный разряд
| Турнир                           | 1979 | 1980 | 1981 | 1982 | 1983 | 1984 | 1985 | 1986 | 1987 | 1988 | 1989 | 1990 | 1991 | 1992 | Итого  |
| -------------------------------- | ---- | ---- | ---- | ---- | ---- | ---- | ---- | ---- | ---- | ---- | ---- | ---- | ---- | ---- | ------ |
| Открытый чемпионат Австралии     | НУ   | НУ   | НУ   | НУ   | НУ   | НУ   | НУ   | -    | НУ   | НУ   | НУ   | 4К   | НУ   | 1К   | 0 / 2  |
| Открытый чемпионат Франции       | НУ   | 2К   | 2К   | 4К   | 4К   | 1/4  | 3К   | 1/4  | 1/4  | 2К   | 2К   | П    | НУ   | 2К   | 1 / 12 |
| Уимблдонский турнир              | НУ   | 1К   | НУ   | 1К   | НУ   | 1/4  | НУ   | 1К   | 4К   | НУ   | 2К   | 1К   | НУ   | НУ   | 0 / 7  |
| Открытый чемпионат США           | 2К   | 2К   | 3К   | НУ   | 4К   | 1/4  | НУ   | 2К   | 4К   | 3К   | 3К   | 1К   | 1К   | НУ   | 0 / 11 |
| Чемпионат мира АТР/Кубок Мастерс | НУ   | НУ   | НУ   | НУ   | 1/4  | 1/4  | 1/2  | КЭ   | НУ   | НУ   | НУ   | КЭ   | НУ   | НУ   | 0 / 5  |
| Рейтинг в конце сезона           | 61   | 44   |      | 15   | 14   | 5    | 15   | 10   | 11   | 24   | 17   | 6    | 70   |      | -      |

### Мужской парный разряд
| Турнир                       | 1979 | 1980 | 1981 | 1982 | 1983 | 1984 | 1985 | 1986 | 1987 | 1988 | 1989 | 1990 | 1991 | 1992 | Итого  |
| ---------------------------- | ---- | ---- | ---- | ---- | ---- | ---- | ---- | ---- | ---- | ---- | ---- | ---- | ---- | ---- | ------ |
| Открытый чемпионат Австралии | НУ   | НУ   | НУ   | НУ   | НУ   | НУ   | НУ   | -    | НУ   | НУ   | НУ   | 1К   | НУ   | 2К   | 0 / 2  |
| Открытый чемпионат Франции   | НУ   | 2К   | 2К   | НУ   | 1К   | 1К   | НУ   | 2К   | 3К   | П    | 1К   | НУ   | НУ   | 1К   | 1 / 9  |
| Уимблдонский турнир          | НУ   | НУ   | НУ   | НУ   | НУ   | 1К   | НУ   | 1К   | 1/2  | НУ   | НУ   | НУ   | НУ   | НУ   | 0 / 3  |
| Открытый чемпионат США       | 2К   | 1К   | 1К   | НУ   | 1К   | 1К   | НУ   | П    | 1/2  | 3К   | 2К   | НУ   | 3К   | НУ   | 1 / 10 |
| Рейтинг в конце сезона       |      |      |      | 34   | 40   | 33   | 17   | 1    | 11   | 17   | 24   | 56   | 57   |      | -      |